# Frederick Law Olmsted
Frederick Law Olmsted (ur. 26 kwietnia 1822 w Hartford, zm. 28 sierpnia 1903 w Brookline (Massachusetts)) – amerykański architekt krajobrazu.

## Życiorys
Gdy miał 14 lat, uległ zatruciu sumakiem, co na pewien czas pogorszyło jego wzrok i ograniczyło jego edukację. Krótko praktykował jako inżynier topograficzny, później uczęszczał na wykłady na Yale University, jednocześnie zainteresował się naukowym rolnictwem, które studiował pod kierunkiem George'a Geddesa, właściciela znanej modelowej farmy w Owego. Podczas pobytu w Europie zafascynował się angielską architekturą zieleni i opisał swoje obserwacje w publikacji Walks and Talks of an American Farmer in England  (1852). Sprzeciwiał się niewolnictwu, w związku z czym redaktor New York Timesa wysłał go na Południe, gdzie 1852-1855 miał cotygodniowo raportować, jak niewolnictwo wpływa na gospodarkę Południa; w 1861 jego raport został opublikowany jako The Cotton Kingdom. Był jednym z najwybitniejszych projektantów ogrodów w USA. W 1857 został wyznaczony do projektowania Central Park w Nowym Jorku, nad którym pracował w latach 1858-1861. Później projektował m.in. miasto Palos Verdes Estates w Kalifornii, park w Niagara Falls i rezerwat Niagary, campus Uniwersytetu Stanforda i ogrody publiczne w Bostonie.